# Thomas Troelsen
Thomas Troelsen, född 6 oktober, 1981, är en dansk producent, artist, låtskrivare och sångare. Hans studio ligger i centrala Köpenhamn och heter Delta Lab. Studion kännetecknar sig med inspelningsutrustning och design från 60-talet blandat med modern dator-teknik. Thomas har producerat artister som Melody Club, Titiyo, Junior Senior och sin egen popgrupp Superheroes.